# Крылатая (коса)
Крыла́тая — островная коса в составе архипелага Северная Земля. Административно относится к Таймырскому Долгано-Ненецкому району Красноярского края.

## Расположение
Расположена в море Лаптевых в юго-восточной части архипелага в двух километрах к северу от острова Старокадомского. Входит в состав островов Майские, являясь самым восточным островом группы. К юго-западу от косы начинается песчаная отмель, соединяющая её с двумя безымянными островами и с островом Весенним.

## Описание
Имеет очень узкую, вытянутую с северо-запада на юго-восток форму длиной около 3 километров. Пологая, существенных возвышенностей нет. Частично покрыта льдом. Бо́льшую часть косы занимают незакреплённые пески.

## Топографические карты
- Лист карты T-48-XVI,XVII,XVIII о. Мал. Таймыр. Масштаб: 1 : 200 000. Состояние местности на 1966-1982 год. Издание 1988 г.